# Xanthomicrogaster maculatus
Xanthomicrogaster maculatus is een insect dat behoort tot de orde vliesvleugeligen (Hymenoptera) en de familie van de schildwespen (Braconidae). De wetenschappelijke naam van de soort werd voor het eerst geldig gepubliceerd door Penteado-Dias, Shimabukuro & van Achterberg in 2002.